# Гранчета (Анкона)
Гранчета је насеље у Италији у округу Анкона, региону Марке.
Према процени из 2011. у насељу је живело 439 становника. Насеље се налази на надморској висини од 87 м.